# Уфимський кантон
Уфимський кантон (башк. Өфө кантоны) — кантон у складі Башкирської Автономної Радянської Республіки.
Адміністративний центр — місто. Уфа.

## Географічне положення
Уфимський кантон був розташований в центральній частині Башкирської АРСР. Кантон на заході межував з Белебеївським кантоном, на півночі — Бірським кантоном, на північному сході — Месягутовським кантоном, на сході — Уральською областю, на південному сході — Там'ян-Катайським кантоном, а на півдні — Стерлітамацьким кантоном.

## Історія
Уфимський кантон був утворений 5 жовтня 1922 року в складі Башкирської Автономної Радянської Республіки із 37 волостей Уфимського повіту, двох волостей Кудейського і двох волостей Табинського кантонів.
У серпні 1923 року відбувається укрупнення волостей. Биштякинська і Бішаул-Унгаровська волості Уфимського кантону, Дуван-Табинська Стерлітамацького кантону входять до складу Кармаскалінської волості, яка перейшла з Стерлітамацького кантону в Уфимську.
У 1922 році з Стерлітамацького кантону в Уфимський кантон відійшли 11 селищ Калчир-Табинської і Міркітлінської волостей, а в 1924 році — Дуван-Табинської, Кармаскалінська і Тереклінська волості.
Згідно з постановою Президії Башкирського центрального виконавчого комітету від 13 квітня 1923 року Уфимський кантон був поділений на 17 волостей.
У 1927 році ліквідовується Булгаковська волость і з неї переходять до Кармаскалінської волості 27 сіл.
20 серпня 1930 року Уфимський кантон був ліквідований, а його територія увійшла до складу Архангельського (складалася з Архангельська, частини Іглінської, Кармаскалінської та Улу-Телякської волостей), Бірського (частина Удєльно-Дуванейської волості), Благовєщєнського (Благовєщєнської, частини Булєкєй-Кудейської, Надєждинської, Степановскої і Удєльно‑Дуванейської волостей), Буздяцького (частина Новоселівської волості), Кармаскалинського (частини Булгаковської і Кармаскалинської волостей), Мішкінського (частини Надєждинської і Удєльно‑Дуванейської волостей), Ново‑Кар(а)малинського (частина Кармаскалинської волості), Старо‑Кулєвського (частини Булекей‑Кудейської, Іглінської, Надєждинскої і Улу‑Телякської волостей), Топорнинського (частини Дмитрівської, Новоселівської, Топорнинської і Шариповської волостей), Уфимського (Петровська, частини Булгаковської, Дмитрівської, Іглінської, Кармаскалінскої, Степановської і Улу‑Телякської волостей), Чекмагушівського (частина Топорнинської волості), Чишминського (Абраєвська, Чишминська, частини Булгаковської, Дмитрівської та Новоселівської волостей) районів автономної республіки.

## Населення
Чисельність населення за даними Всесоюзного перепису населення 1926 року в Уфимському кантоні:
| Чисельність населення | Чоловіки | Жінки   | Обох статей |
| --------------------- | -------- | ------- | ----------- |
| Все населення         | 271 379  | 297 115 | 494 568     |
| Міське населення      | 50 927   | 57 728  | 108 655     |
| Сільське населення    | 220 452  | 239 387 | 459 839     |

## Господарство
Уфимський кантон був найбільш економічно розвиненим промисловим районом Башкирської АРСР. Тут проходила Самаро-Златоустівська залізниця. Працювали Благовєщенський завод сільськогосподарських машин, Уфимський пивоварний завод, Уфимський чавуноливарний завод № 1 та інші промислові підприємства. Функціонували 47 базарів.
Основною галуззю економіки Уфимського кантону також було сільське господарство. У 1927 році площа ріллі становила 402,2 тис. га, в яких переважали посіви жита (156,4 тис. га) і вівса (87 тис. га), а також були посіви пшениці — 44,9 тис. га, гречки — 31,9 тис. га, проса — 29,2 тис. га, картоплі — 19,2 тис. га, льону — 2,7 тис. гектра та інших культур.
У 1927 році чисельність поголів'я великої рогатої худоби становило 189 433, коней — 122 720, овець — 434 544, кіз — 11 420 і свиней — 62 190.
В 1926 році в кантоні функціонувало 488 шкіл 1‑го ступеня.

## Зноски
1. ↑  По данным Всесоюзной переписи населения 1926 года по Уфимскому кантону Башкирской АССР
2. ↑  Статья в ж."Ватандаш"